# Aubrey (Arkansas)
Pour les articles homonymes, voir Aubrey.
Aubrey est un census-designated place situé dans l’État américain de l'Arkansas, dans le comté de Lee.

## Démographie
| 1970 | 1980 | 1990 | 2000 | 2010 | - |
| ---- | ---- | ---- | ---- | ---- | - |
| 351  | 267  | 204  | 221  | 170  | - |